# Latvičasta palivka
Latvičasta palivka (znanstveno ime Pseudoclitocybe cyathiformis) je gliva iz rodu palivk (Pseudoclitocybe). Rodovno ime nakazuje, da vrste iz tega rodu spominjajo na Livke (Clitocybe). Specifični epitet cyathiformis pomeni, da imajo obliko keliha oziroma čaše.

## Značilnosti
Klobuk je lijakaste oblike in ima v premeru med 4 in 8 cm. Barva in tektstura sta spremenljivi in je odvisni od rastišča, vlažnosti in izpostavljenosti sončni svetlobi. Je gladek in od temno sivo-rjave ali usnjato rjave pa skoraj do črne barve. Rob je valovit in rahlo progast.
Lističi so prirasli in včasih potekajo rahlo navzdol po betu. Pomembna lastnost, ki palivke razlikuje od livk je, da so pogosto viličasto razcepljeni. Sprva so belo, kasneje postanejo sivkasto bež barve.
Bet je vitek in ima premer od 5 do 10 mm ter doseže med 6 in 10 cm v višino. Je sive barve in prekrit z vzdolžnimi svilnato rjavimi vlaknastimi progami. Včasih je v dnišču zadebeljen. Obročka nima.
Nima izrazitega vonja in okusa.

## Razširjenost in življenjski prostor
Je gniloživka, ki raste na tleh ali an dobro strohnelih štorih v mešanem gozdu. Najdemo jo lahko od septembra do decembra in občasno še do zgodnje pomladi.

## Mikroskopske značilnosti
Trosni odtis je bremno bele barve. Trosi so elipsoidni, gladki, neamiloidni in merijo 8,5–10 x 5–6,5 μm.

## Podobne vrste
- zbledela palivka (Pseudoclitocybe expallens) je manjša, zavihan rob imajo le zelo mladi primerki
- lijasta lisičkarica (Cantharellula umbonata) meso in lističi se na pritisk obarvajo rdečkasto
- rjavkasta lijevka (Infundibulicybe gibba) ima bledo oker klobuk

## Uporabnost
Užitna.